# Република Македонија на Светском првенству у атлетици у дворани 2006.
Македонија је дебитовала светским првенствима у дворани на Светском првенству 2006. оодржаном у Москвиу од 10. до 12. марта. Репрезентацију Македоније  представљала је једна атлетичарка, која се такмичио у трци на 60 метара.
Македонија није освојила ниједну медаљу, нити је оборен неки рекорд.

## Учесници
Жене:
- Александра Војнеска — 60 м

## Резултати

### Жене
| Атлетичар           | Дисциплина | Лични рекорд | Квалификације | Квалификације | Полуфинале            | Полуфинале            | Финале                | Финале       | Детаљи |
| Атлетичар           | Дисциплина | Лични рекорд | Резултат      | Место         | Резултат              | Место                 | Резултат              | Место        | Детаљи |
| ------------------- | ---------- | ------------ | ------------- | ------------- | --------------------- | --------------------- | --------------------- | ------------ | ------ |
| Александра Војнеска | 60 м       | 7,76         | 7,88          | 5. у гр. 2    | Није се квалификовала | Није се квалификовала | Није се квалификовала | 28 / 33 (35) |        |